# 도사 이치조 씨
도사 이치조 씨(土佐一条氏, とさいちじょうし)는 일본 센고쿠 시대(戦国時代) 도사국(土佐国)에 낙향하여 현지 세력으로 토착한 구게(公家) 이치조 가(一条家)의 서류 일족이다.
센고쿠 시대를 넘기지 못하고 조소카베씨(長宗我部氏)에 의해 멸망당했지만, 메이지(明治)에 이르러 이치조 공작가(一条公爵家)의 분가(分家)로써 다시금 일어났으며, 일본 조정으로부터 남작(男爵) 작위를 받았다.
혼세(本姓)는 후지와라씨(藤原氏)이며, 가몬(家紋) 즉 집안의 문장은 「이치조 후지」(一条藤)이다.

## 개요
센고쿠 시대에 도사국(土佐国)에 정착한 구게(公家) 이치조 가(一条家)의 한 유파이다. 오닌(応仁) 2년(1468년) 전임 간파쿠(関白) 이치조 노리후사(一条教房)가 도사 고쿠진(土佐国人) 오히라 씨(大平氏) 등의 원조로 집안 소유의 영지인 하타 장(幡多荘) 나카무라(中村)로 내려간 것을 시작으로 초대 이치조 후사이에(一条房家)로부터 후사후유(房冬), 후사모토(房基), 가네사다(兼定), 다다마사(内政) 이렇게 5대에 걸쳐 이어졌다.
당초에는 집안 소유 영지의 회복을 추구하였으나, 호소카와씨(細川氏)의 슈고 령국제(守護領国制)가 붕괴된 뒤에는 그 파격적인 집안 위격을 활용하여 고쿠진들 사이의 분쟁 조정 등을 행하는 세력으로 확대되었다. 후사모토의 대에는 동쪽으로 다카오카 군(高岡郡) 남부도 손에 넣었으며 분고국(豊後国)의 오토모 씨(大友氏)와도 연계, 제휴하여 이요국(伊予国) 남부를 침입하는 등 그 세를 보였다.
도사 이치조 씨는 지방에 「재국」(在国)하면서 구게로써 높은 관위를 가지고 있으면서 도사 국 최남단부에 위치한 하타 군 및 다카오카 군(고치현 서부)를 지배하는 「지역 권력」이었다.
「센고쿠 구게 다이묘」(戦国公家大名)라고 언급되기도 하는데, 이는 지극히 애매한 개념으로 원래는 교토의 구게였던 이치조 씨가 무가화(化)한 존재라고는 해도 센고쿠 다이묘라고는 할 수 없다고 논의되고 있다. 또한 이치조 노리후사는 처음에 도사 이치조 씨가 대대로 도사의 고쿠시(国司)를 지냈다는 설이 있고 『아시카가 계세기』(足利季世記)에는 도사 이치조 씨를 삼국사가(三国司家, 전국삼국사(戦国三国司)의 하나로 꼽고 있으나 확실한 사료에서는 도사 이치조 씨가 고쿠시를 지냈다는 것은 증명되지 않고 있다.
센고쿠 시대에도 이치조 종가와의 관계는 보존되고 있었고, 양자연조(養子縁組)를 맺거나 교토 이치조 가의 종가 당주가 후견역 등을 맡기도 했다. 여기서 도사 이치조 씨 역대 당주들의 관계는 정2위(正二位)나 종3위(従三位)로 상당히 높았으며 고셋케(五摂家)와의 혈연이라는 귀종성(貴種性)도 령지를 다스리는데 있어서 큰 역할을 하였다. 도사 국의 주요한 일곱 고쿠진 즉 도사 칠웅(土佐七雄)이라고 불리는 이들의 맹주와도 같은 위치에 도사 이치조 씨가 자리하고 있었다.
이후 세력을 키운 조소카베씨(長宗我部氏)에 의해 멸망당하였다.
메이지(明治) 시대에 이르러 이치조 종가로부터 이치조 사네모토(一条実基)를 당주로 하는 도사 이치조 가(土佐一条家)가 다시 세워졌으며, 이치조 공작가(一条公爵家)의 분가로써 남작(男爵) 반열에 들었으나 아들은 없었다.

## 역사

### 성립
오닌 2년(1468년) 9월, 당시 교토에서부터 비롯되어 일본 열도 전체를 휩쓴 전국적인 대란을 피해 교토를 떠나 있던 이치조 노리후사는 피난해 있던 나라(奈良)에서 집안 소유의 장원(荘園)인 도사 국 하타 장(幡多荘)으로 내려간다. 하타 장은 가마쿠라 시대(鎌倉時代) 이후 이치조 씨가 경영하고 있던 장원으로 그 경영과 지배의 안정과 강화를 위해 내려간 것이었다. 즉 처음부터 피난 목적으로 도사까지 내려간 것이 아니라 장원 경영 강화가 목적이었다고 할 수 있다.
노리후사는 하타 군을 중심으로 하는 현지 고쿠진 영주들로부터 지지를 얻는데 성공했고, 분메이(文明) 연간에는 그 거점으로써 「나카무라 관」(中村館)을 지었으며 이 저택은 이후 「나카무라 고쇼」(中村御所)라 불리게 되었다. 또한 노리후사와 함께 구게나 무사, 직인(職人)들도 하타 장으로 내려왔고 이들이 훗날 ‘작은 교토’라고까지 불리게 될 나카무라 번영의 기초를 쌓게 된다.

### 센고쿠 시대
도사에서 태어난 최초의 당주가 될 후사이에(房家, 노리후사의 차남)는 교토로 돌아가지 않고 하타 장에 눌러앉아 재지영주가 되었고, 나카무라 고쇼를 거점으로 나카무라에 교토를 본딴 거리를 닦고 세웠으며, 에이쇼(永正) 13년(1516년) 12월에 상경해 조정으로부터 곤노다이나곤(権大納言) 관직을 받고 승진하였다.
후사이에의 대에 도사 이치조 씨는 도사 슈고(土佐守護)를 겸하고 있던 간레이(管領) 호소카와 씨(細川氏)와 도사를 양분하는 세력이 되었고, 구게로써의 권위도 유지하면서 도사에서 세력을 가지고 존재감을 높였다. 후사이에의 적남(嫡男) 후사후유(房冬)의 정실은 종친 후시미노미야 구니타카 친왕(伏見宮邦高親王)의 딸, 측실은 스오의 센고쿠 다이묘 오우치 요시오키(大内義興)의 딸을 각각 맞이하였으며, 거듭 딸을 이요국(伊予国)의 사이온지 긴노부(西園寺公宣)에게 시집보내는 등 공무(公武) 양 분야의 유력자들과의 혼인을 통하여 도사 이치조 씨의 안정을 도모한다. 또한 후사이에의 차남 후사미치(房通)는 큰삼촌 후유요시(冬良)의 서양자(婿養子)가 되어 간파쿠(関白)으로 승진하기까지 했다.
에이쇼 4년(1507년) 에이쇼 착란(永正の錯乱)에 의해 호소카와 씨가 중앙으로 불려 가면서 도사에서의 영향력이 깎이고, 도사 국은 「도사칠웅」(土佐七雄)이라 불리는 일곱 고쿠진 세력이 할거하는 상태가 되었다. 도사 이치조 씨도 그 칠웅에 들었으며 또한 그 상위에 있었던 맹주적 존재였다.
도사 칠웅 일람 (『조겐 이야기』長元物語에서, 1관貫=1～2석)
- 도사 이치조 씨 - 도사의 지방관(고쿠시)로 칠웅에게 있어 맹주적인 존재였다. 하타 군(幡多郡) 16,000관(貫)

1. 모토야마 씨(本山氏) - 나가오카 군(長岡郡) 5,000관
2. 기라 씨(吉良氏, 도사 기라 씨) - 아가와 군(吾川郡) 5,000관
3. 아키 씨(安芸氏) - 아키 군(安芸郡) 5,000관
4. 쓰노 씨(津野氏) - 다카오카 군(高岡郡) 5,000관
5. 고소카베 씨(香宗我部氏) - 가미 군(香美郡) 4,000관
6. 오히라 씨(大平氏) - 다카오카 군 4,000관
7. 조소카베씨 - 나가오카 군 3,000관

이밖에 에도 시대의 군담소설(군키모노가타리)인 『도사 이야기』(土佐物語)에는 야마다 씨(山田氏), 가타오카 씨(片岡氏)를 더 포함해 아홉 씨족이 유력 호족으로 기재되어 있다.
에이쇼 5년(1508년) 조소카베 가네쓰구(長宗我部兼序)가 모토야마 씨 등에 의해 공격당해 죽었을 때 후사이에는 그의 아들 지오마루(千雄丸)를 보호하여 그 재흥을 도왔다고 한다.
2대 당주 후사후유(房冬) 이후 도사 이치조 씨는 구게보다 주변의 유력 다이묘들과의 혼인을 중시하게 되었고 후사후유의 적남 후사모토(房基)는 오토모 요시아키(大友義鑑)의 딸을 아내로 맞아 태어난 아키타(阿喜多)를 이토 요시마스(伊東義益)에게 시집보내고, 후사모토의 적남 가네사다(兼定)도 처음에는 우쓰노미야 도요쓰나(宇都宮豊綱)의 딸, 이어 오토모 요시시게(大友義鎮)의 딸을 아내로 하여 인근 여러 구니들과의 동맹을 강화하려 애썼다. 후사후유는 아버지가 사망하고 2년 뒤인 덴분(天文) 10년 11월 6일에 병으로 사망했다.
3대 후사모토(房基)는 덴분 11년(1542년)에 모반한 쓰노 모토타카(津野基高, 후사이에의 사위)를 쳐서 덴분 15년(1546년) 쓰노 씨의 항복을 받아냈다. 같은 시기 오히라 씨(大平氏)의 본거지였던 하스이케 성(蓮池城)을 빼앗고 다카오카 군 일대를 지배하에 두었다. 또한 이요 남부로 진출을 도모하는 등 세력을 확대하였다. 그러니 이치조 후사모토는 덴분 18년(1549년) 4월 사망한다. 자해했다고 하지만 암살당했을 가능성도 지적되고 있다.
7세로 가독(4대)을 이은 가네사다(兼定, 후사모토의 적남)는 아버지 후사모토가 사망하고 이치조 후사미치(一条房通)의 유자(猶子)가 되어 상경하였다. 다시 도사로 내려간 것은 고지(弘治) 2년(1556년)부터 3년(1557년) 사이의 일이다.
조소카베 모토치카(長宗我部元親, 구니치카의 아들)가 하타로 쳐들어 오자 도사 이치조 씨 가신들은 앞다투어 모토치카에게 항복했고, 가네사다는 분고국(豊後国)으로 물러났다. 여기에 대해서는 모토치카와 교토 이치조 다다모토(一条内基)간 협의, 또는 이치조 다다모토의 了承에 의해 모토치카가 가네사다를 추방한 것이라 여겨진다.
덴쇼 3년(1575년) 이치조 가네사다는 큰아버지이자 장인인 오토모 소린(大友宗麟)의 지원하에 복권을 도모하여 도사로 쳐들어 갔으나, 시만토 강 전투(四万十川の戦い)에서 조소카베에게 패하고 몰락하고 만다. 훗날 가네사다는 이요 우와지마(宇和島) 앞바다의 도지마(戸島)에 은거하였다. 애초에 가네사다는 그 뒤에도 이요나 도사에 남은 친이치조 세력과의 연계 제휴를 도모하는 등 덴쇼 13년(1585년) 급서할 때까지 계속해서 재기를 도모하였다고 한다.
가네사다가 은거한 뒤 가독(5대)을 이은 다다마사(内政, 가네사다의 적남)는 조소카베 모토치카에 의해 형식적인 도사 국주(土佐国主)가 되었다. 이로 하여 모토치카가 도사 국내의 실효 지배를 행하였다는 이른바 고쇼 체제(御所体制)로 설명하는 의론도 있는데 이 고쇼 체제라는 개념을 의문시하는 지적도 있다. 그뒤 조소카베 가신 하카와 겐바(波川玄蕃)의 모반에 가담했다는 의심을 사서 다다마사는 이요로 쫓겨나고 말았다.
다다마사가 쫓겨난 뒤 가독(6대)을 이은 것은 마사치카(政親, 다다마사의 아들)였다. 다다마사는 외할아버지 모토치카의 가신인 구레타 사다유키(久礼田定祐)에게서 양육되었으므로 「구레타 고쇼」(久礼田御所)라고도 불렸다. 마사치카는 헤쓰기가와 전투(戸次川合戦) 뒤에 셋쓰노카미(摂津守)로 임관되었으나, 조소카베 씨가 멸망한 뒤 교토 또는 야마토국(大和国)으로 물러났다고 전하며, 그뒤 소식을 알 수 없게 되었다. 도사 이치조 씨는 여기에서 잠시 단절된다.

### 재흥
메이지 시대(明治時代)에 이르러 메이지 신정부로부터 공작(公爵)의 작위를 받은 이치조 사네테루(一条実輝)의 장남 사네모토(実基)는 당시 이미 이치조 공작가(一条公爵家)에 구조 공작가(九条公爵家)로부터 양사자(養嗣子)가 들어와 있던 관계로 이치조 공작가를 잇지 못하게 되었으므로 그 당시 이미 절손되어 있던 도사 이치조 가를 다시 일으킨다는 형태로 분가하게 되었다. 1902년(메이지 35년) 2월에 이치조 요시테루 공작, 구조 미치타카(九条道孝) 공작, 고노에 도쿠마로(近衛篤麿) 공작이 연명하여 「一条実基授爵願書」를 일본 궁내성에 제출하였으며, 구조 미치타카의 동생 다다요시(忠善)가 쓰루도노 가(鶴殿家), 구가 다케미치(久我建通)의 넷째 아들 미치시로(通城)가 기타바타케 가(北畠家)를 다시 일으켜 각기 남작 작위를 일본 조정으로 받은 선례에 따라 도사 이치조 가를 다시 일으킨 사네모토에게도 작위를 주도록 청원하였다. 이 청원은 그 달 26일에 메이지 덴노의 재가를 얻어 3월 10일자로 사네모토는 남작 작위를 받았다.
도사 이치조 남작가의 저택은 일본 도쿄 시(東京市) 아자부구(麻布区) 신류도 정(新龍土町)에 있었다.

## 작은 교토, 나카무라

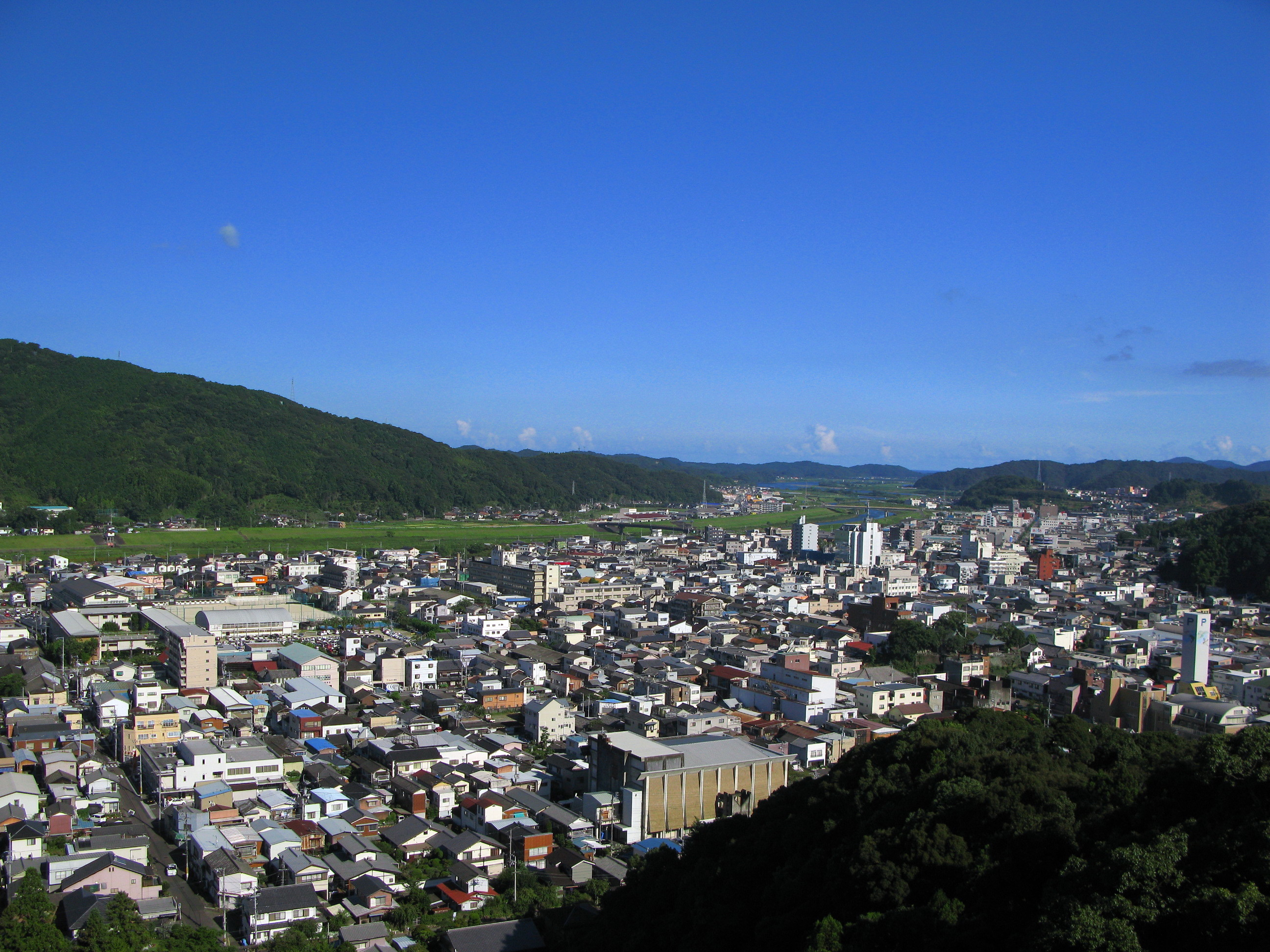
나카무라의 옛 거리(나카무라 성에서 촬영)

도사 이치조 씨 시대 나카무라는 「도사의 교토」(土佐の京都) 또는 「작은 교토」(小京都)로 불릴 정도로 번영을 누렸다. 나카무라의 옛 거리(町並み) 자체는 1946년 난카이 지진(南海地震)으로 피해를 입어 거의 남지 않게 되었지만, 교토와 비슷한 지형을 지녔던 나카무라에는 여전히 많은 옛 지명들이 남아 전해지고 있다(다음은 『나카무라 시사』中村市史에서).
- 나카무라도 교토처럼 동, 북, 서 세 방향이 산으로 둘러싸여 있고 남쪽이 트여 있다.
- 시만토 강(四万十川)을 교토의 가쓰라 강(桂川), 지류인 아토 강(後川)을 교토의 가모 강(鴨川)에 빗댈 수 있다(아토 강 상류에 가모 강이라는 지명이 있다).
- 아토 강 동쪽으로 뻗어 이어지는 산맥은 교토 히가시야마(東山)의 모습과 닮아 있다(지명도 히가시야마이다).
- 북쪽의 이와미데라 산(石見寺山)은 교토 히에이 산(比叡山)과 닮아 있고, 산 중턱에 엔랴쿠지(延暦寺)를 모방한 이시미지(石身寺)가 세워졌다.
- 교토처럼 거리가 바둑판 모양으로 구획되어 있다.
- 많은 지샤(寺社)가 권진(勧進) 또는 건립되어 있다.

### 지샤(寺社)

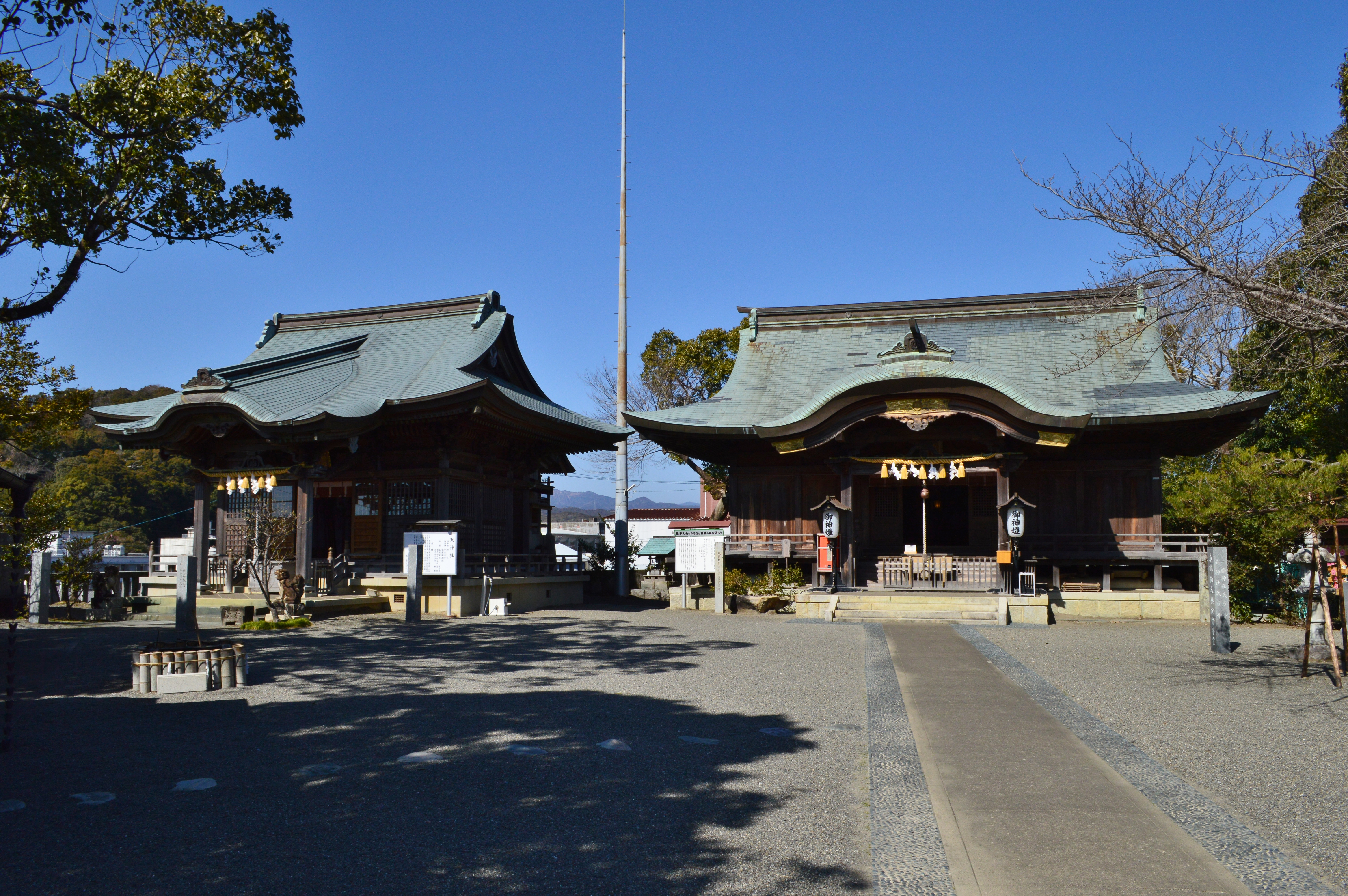
이치조 신사(一條神社)

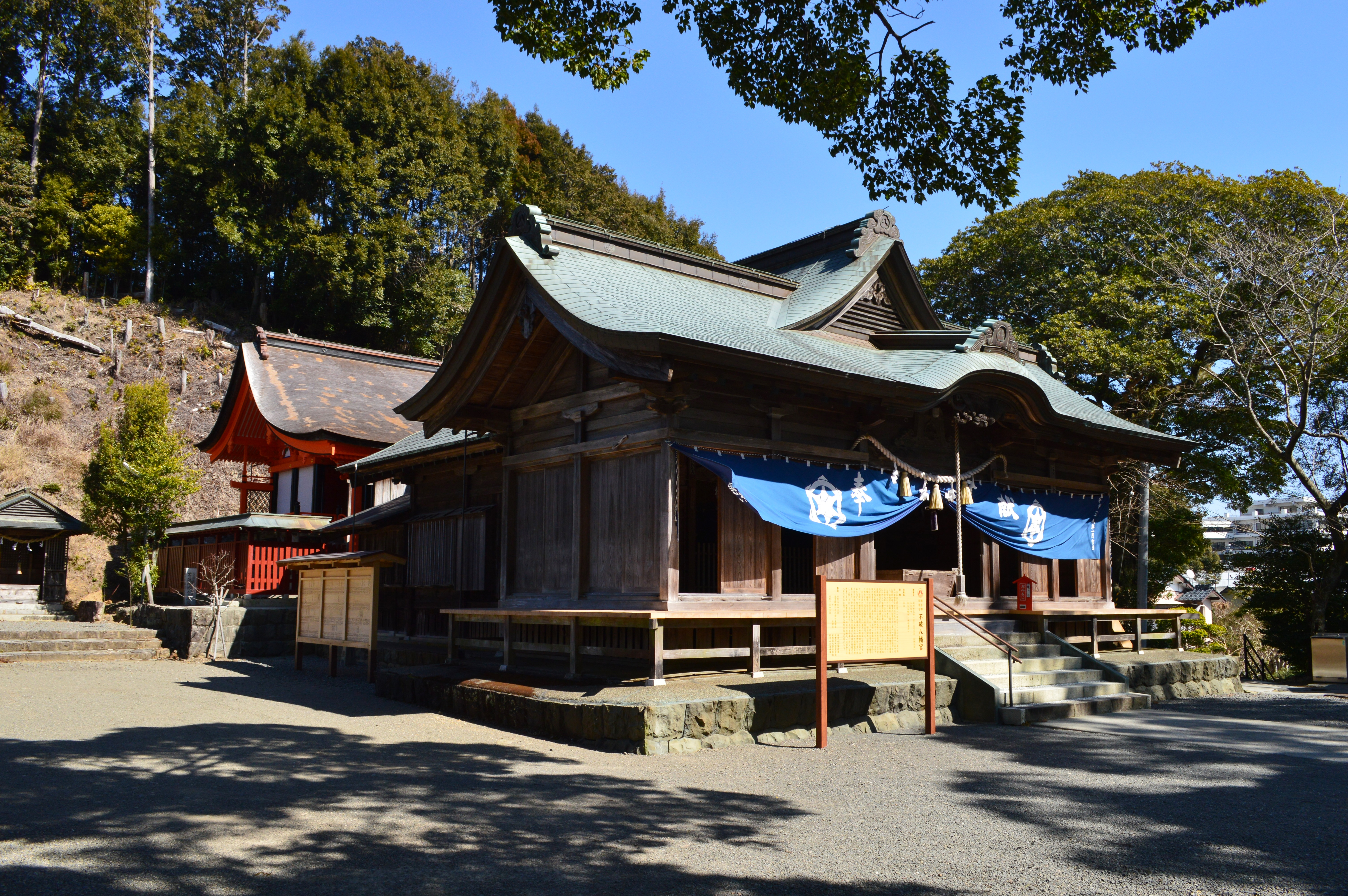
후와 하치만구(不破八幡宮)

- 이치조 신사(一條神社) - 나카무라 고쇼 터에 세워진 신사이다. 도사 이치조 씨의 조신(祖神) 및 역대 당주들을 모시고 있다.
- 후와 하치만구(不破八幡宮) - 이치조 씨의 수호신으로써 노리후사에 의해 이와시미즈 하치만구(石清水八幡宮)로부터 권청을 받았다.

### 성채
- 나카무라 성터(中村城跡, 다메마쓰 공원為松公園) - 나카무라 시가지 서쪽에 세워졌다. 도사 이치조 씨의 가로(家老)였던 다메마쓰 씨(為松氏)에 의해 세워졌다.

### 마쓰리
- 후지마쓰리(藤祭り) - 노리후사가 나카무라로 입부(入府)해 들어 오는 모습을 재현하는 구게 행례(公家行列)가 벌어진다.

## 대외 교역
도사 지역은 일본 역사에서도 벽촌에 가까운 지역이었지만, 도사 이치조 씨는 그 지리적인 조건을 살려 해상 교통이나 대외 무역에도 관여하였던 것으로 여겨지고 있다. 일본에서는 패전 전부터 패전 뒤에까지 사학자 野村晋域 ・ 야마모토 다케시(山本大) 등에 의해 일시 제창되었던 도사 이치조 씨의 감합무역(勘合貿易)에 대한 관여설은 이후 시모무라 이사오(下村效)의 연구에 의해 부정되었지만, 덴분 6년(1537년)에 혼간지 쇼뇨(本願寺証如)가 후사후유의 「당선」(唐船) 건조 및 운영에 협력하였다는 경위가 쇼뇨 자신이 쓴 일기인 『덴분 일기』(天文日記)에 기록되어 있어, 류큐(琉球)나 조선과의 사무역이 이루어졌을 가능성이 높고, 또 감합무역 이외의 교역로를 사용한 명(明)과의 무역이나 동남아시아 방면과의 무역 가능성도 지적되고 있다. 대외 무역에 적극적이었던 오우치 씨(大内氏)나 오토모 씨(大友氏), 이토 씨(伊東氏)와의 혼인도 안팎으로의 무역로 확보를 위한 측면이 있었다는 견해도 있다. 이치조 씨는 직접적인 군사력 자체는 가지고 있지 않았지만, 교역 등을 비롯한 영내 재지 영주층의 이익을 옹호하여 고쿠진 ・ 토호(土豪)들로부터 지지를 얻었고 이를 통해 세력을 유지, 확대할 군사력을 확보할 수 있었다.